# Хакухо
Хакухо (яп. 白鳳 хакухо:, белый феникс) — неофициальный девиз правления (ицунэнго), использовавшийся вместо официального девиза Хакути. Употреблялся, по разным данным, в 661—683 или в 672—675 годах.

## Краткие сведения
В официальной хронике «Нихон сёки» девиза правления «Хакухо» нет. Девиз Хакухо встречается в «Манъёсю», «Когосюй» (яп. 古語拾遺, IX век) и «Фусорякки» (яп. 扶桑略記, IX век).
Девиз Хотоку использовался следующими императорами:
- император Котоку — 649 год (16 лет?);
- императрица Саймэй — 661 год (число лет неизвестно);
- император Тэнти — 662 год (число лет неизвестно);
- император Тэмму — 672 год (15 лет?);
- император Тэмму — 673 год (число лет неизвестно);
- императрица Дзито — 690 год (число лет неизвестно).

## Сравнительная таблица
Согласно «Нитюрэки» (яп. 二中歴) и «Кайто Сёкокуки» (яп. 海東諸国紀):
| Годы Хакухо                | 1 год   | 2 год   | 3 год   | 4 год   | 5 год   | 6 год   | 7 год   | 8 год   | 9 год   | 10 год  | 11 год  | 12 год  | 13 год  | 14 год  | 15 год  | 16 год  | 17 год  | 18 год  | 19 год  | 20 год  | 21 год  | 22 год  | 23 год  |
| Европейское летоисчисление | 661 год | 662 год | 663 год | 664 год | 665 год | 666 год | 667 год | 668 год | 669 год | 670 год | 671 год | 672 год | 673 год | 674 год | 675 год | 676 год | 677 год | 678 год | 679 год | 680 год | 681 год | 682 год | 683 год |
| Китайский календарь        | 辛酉    | 壬戌    | 癸亥    | 甲子    | 乙丑    | 丙寅    | 丁卯    | 戊辰    | 己巳    | 庚午    | 辛未    | 壬申    | 癸酉    | 甲戌    | 乙亥    | 丙子    | 丁丑    | 戊寅    | 己卯    | 庚辰    | 辛巳    | 壬午    | 癸未    |

Согласно «Рэйкики» (яп. 麗気記私抄):
| Годы Хакухо                | 1 год   | 2 год   | 3 год   | 4 год   | 5 год   | 6 год   | 7 год   | 8 год   | 9 год   | 10 год  | 11 год  | 12 год  | 13 год  | 14 год  |
| Европейское летоисчисление | 672 год | 673 год | 674 год | 675 год | 676 год | 677 год | 678 год | 679 год | 680 год | 681 год | 682 год | 683 год | 684 год | 685 год |
| Китайский календарь        | 壬申    | 癸酉    | 甲戌    | 乙亥    | 丙子    | 丁丑    | 戊寅    | 己卯    | 庚辰    | 辛巳    | 壬午    | 癸未    | 甲申    | 乙酉    |